# Michaela Hrubá
Michaela Hrubá (* 21. Februar 1998 in Bořitov) ist eine tschechische Leichtathletin, die sich auf den Hochsprung spezialisiert hat.

## Sportliche Laufbahn
Ihren ersten internationalen Auftritt hatte Michaela Hrubá beim Europäischen Olympischen Jugendfestival 2013, bei dem sie auch die Silbermedaille gewann. 2014 nahm sie an den U20-Weltmeisterschaften in Eugene teil und gewann dort überraschend mit 1,91 m die Silbermedaille. Wenige Wochen später gewann sie die Bronzemedaille bei den Olympischen Jugendspielen in Nanjing. 2015 nahm sie an den Halleneuropameisterschaften in Prag teil und belegte dort im Finale Platz acht. Im Sommer gewann sie die Goldmedaille bei den U18-Weltmeisterschaften im kolumbianischen Cali. 2016 qualifizierte sie sich für die Europameisterschaften in Amsterdam und landete sie mit einer Sprunghöhe von 1,84 m im Finale auf dem zwölften Platz. Kurz darauf sicherte sie sich die Goldmedaille bei den U20-Weltmeisterschaften in Bydgoszcz. Es folgte die Teilnahme an den Olympischen Spielen in Rio de Janeiro, bei denen sie das Finale der besten Zwölf aber verpasste. 2017 erzielte sie im Finale bei den Halleneuropameisterschaften den sechsten Platz mit übersprungenen 1,92 m. Bei der Team-Europameisterschaft verbesserte sie ihre Freiluftbestmarke auf 1,94 m, belegte damit den geteilten dritten Rang und qualifizierte sich zugleich für die Weltmeisterschaften in London im August. Bei den U20-Europameisterschaften in Grosseto gewann Hrubá die Goldmedaille mit übersprungenen 1,93 m. Bei den Weltmeisterschaften qualifizierte sie sich für das Finale und belegte dort mit 1,92 m den elften Rang. 2018 nahm sie an den Hallenweltmeisterschaften in Birmingham teil und belegte dort im Finale mit 1,84 m den zehnten Platz. Bei den Europameisterschaften in Berlin wurde sie mit übersprungenen 1,91 m Sechste, wie auch bei den Halleneuropameisterschaften in Glasgow im Jahr darauf mit 1,94 m.
2023 siegte sie mit 1,84 m beim Memoriál Josefa Odložila und wurde anschließend bei der 1. Liga der Europameisterschaft im Zuge der Europaspielen in Chorzów mit 1,90 m Erste im B-Finale. Im August schied sie bei den Weltmeisterschaften in Budapest mit 1,85 m in der 1,85 m in der Qualifikationsrunde aus. Im Jahr darauf verpasste sie bei den Europameisterschaften in Rom mit 1,85 m den Finaleinzug und siegte zuvor mit 1,90 m beim Kip Keino Classic. Im August schied sie bei den Olympischen Sommerspielen in Paris mit 1,88 m in der Vorrunde aus. 2025 verpasste sie bei den Halleneuropameisterschaften in Apeldoorn mit 1,85 m den Finaleinzug.
In den Jahren von 2016 bis 2018 sowie 2022 und 2024 wurde Hrubá tschechische Meisterin im Freien sowie von 2014 bis 2017 sowie 2019 und 2021 und 2022 in der Halle.

## Persönliche Bestleistungen
- Hochsprung: 1,95 m, 20. Februar 2016 in Prag
- Dreisprung: 13,38 m (−0,2 m/s), 7. Juni 2023 in Košice